# The Color Spectrum
| Recensione | Giudizio |
| ---------- | -------- |
| AllMusic   |          |

The Color Spectrum è il quarto album in studio del gruppo musicale statunitense The Dear Hunter, pubblicato il 14 giugno 2011 dalla Triple Crown Records.

## Descrizione
Si tratta della prima pubblicazione del gruppo slegata dal progetto dei sei atti (iniziato nel 2006 con Act I: The Lake South, the River North). Tale progetto è invece incentrato sui colori dello spettro (nero, rosso, arancione, giallo, verde, blu, indaco, violetto e bianco), a cui corrisponde un EP di quattro brani. Il frontman Casey Crescenzo ha spiegato come l'influenza dell'album sia la soggettività della percezione e, in misura minore, la libertà che offre al suo spettatore:

## Tracce

### Edizione standard
1. Filth and Squalor (Black) – 4:01
2. Deny It All (Red) – 3:34
3. But There's Wolves? (Orange) – 4:04
4. She's Always Singing (Yellow) – 2:40
5. Things That Hide Away (Green) – 3:24
6. The Canopy (Green) – 3:52
7. Trapdoor (Blue) – 3:54
8. What Time Taught Us (Indigo) – 4:07
9. Lillian (Violet) – 4:07
10. Home (White) – 3:55
11. Fall and Flee (White) – 4:07

### Complete Collection
CD 1
- Black

1. Never Forgive, Never Forget – 4:41
2. Filth and Squalor – 4:01
3. Take More Than You Need – 4:30
4. This Body – 4:47

- Red

1. I Couldn't Do It Alone – 3:29
2. A Curse of Cynicism – 3:11
3. Deny It All – 3:34
4. We've Got a Score to Settle – 3:45

- Orange

1. Echo – 4:06
2. Stuck on a Wire Out on a Fence – 3:08
3. A Sea of Solid Earth – 4:41
4. But There's Wolves? – 4:04

CD 2
- Yellow

1. She's Always Singing – 2:40
2. The Dead Don't Starve – 4:57
3. A sua voz – 3:20
4. Misplaced Devotion – 3:46

- Green

1. Things That Hide Away – 3:24
2. The Canopy – 3:52
3. Crow and Cackle – 5:42
4. The Inheritance – 3:25

- Blue

1. Tripping in Triplets – 3:52
2. Trapdoor – 3:54
3. What You Said – 5:04
4. The Collapse of the Great Tide Cliffs – 5:33

CD 3
- Indigo

1. What Time Taught Us – 4:07
2. Mandala – 4:55
3. Progress – 3:35
4. Therma – 2:41

- Violet

1. Mr. Malum – 3:57
2. Lillian – 4:07
3. Too Late – 4:03
4. Look Away – 3:41

- White

1. Home – 3:55
2. Fall and Flee – 4:07
3. No God – 3:49
4. Lost but Not All Gone – 3:58

DVD
1. Studio Videos – 54:38
2. Cross Country – 82:22
3. APK Session – 22:05

## Formazione
Crediti tratti dall'edizione Complete Collection.
Musicisti
- Casey Crescenzo – voce, chitarra (tracce 1-24, 29-36), basso (tracce 1-8, 29-36), tastiera (tracce 1-4, 8-12, 21-36), programmazione (tracce 1-4, 25-28), pianoforte (tracce 13-20, 29-36), percussioni (tracce 13-20)
- Nick Crescenzo – batteria (tracce 1-12, 17-20, 25-36), percussioni (tracce 1-12, 17-20, 29-36)
- Cameron Thorne – voce (tracce 1-4, 13-16, 21-28), basso (tracce 13-16), ukulele e percussioni (tracce 21-24)
- Andy Hull – voce e chitarra (tracce 5-8)
- Chris Freeman – voce, tastiera e percussioni (tracce 5-8)
- Jonathan Corley – basso (tracce 5-8)
- Robert McDowell – voce, chitarra e tastiera (tracce 5-8)
- Manchester Orchestra – orchestra (tracce 5-8)
- Judy Crescenzo – voce (tracce 9-12, 29-36)
- Brendan Brown – basso (tracce 9-12)
- Mike Poorman – percussioni (tracce 9-12, 17-20), batteria (tracce 17-20)
- Jaron Eldon – voce e tastiera (tracce 13-16), carillon e batteria (tracce 21-24)
- Kyle Garcia – voce (tracce 13-16), basso e percussioni (tracce 21-24)
- Levi Audette – batteria (tracce 13-16, 21-24)
- Chris Capaldi – banjo (tracce 17-20)
- Chris Rosenquest – voce (tracce 17-20), armonica (tracce 17-20)
- Jessy Ribordi – mandolino (tracce 17-20)
- Joe Ballero – pedal steel guitar (tracce 17-20)
- Morgan Santos – violoncello (tracce 17-20)
- Rachel Jorgensen – voce (tracce 17-20)
- Max Tosseau – voce (tracce 25-28)
- Andrew Mericle – tromba (tracce 29-32)
- Pasquale Lannelli – sassofono (tracce 29-32)
- Mike Watts – voce (tracce 33-36)

Produzione
- Casey Crescenzo – produzione, ingegneria del suono (tracce 1-4, 13-16, 21-28), missaggio (tracce 13-16, 21-28), ingegneria del suono aggiuntiva (tracce 29-36)
- Max Tosseau – ingegneria del suono aggiuntiva (tracce 1-8, 13-36)
- Mike Watts – missaggio (tracce 1-12, 29-36), produzione e ingegneria del suono (tracce 29-36)
- Andy Hull – produzione (tracce 5-8)
- Robert McDowell – ingegneria del suono e produzione aggiuntiva (tracce 5-8)
- Chris Freeman – produzione aggiuntiva (tracce 5-8)
- Jonathan Corley – produzione aggiuntiva (tracce 5-8)
- Mike Poorman – produzione e ingegneria del suono (tracce 9-12, 17-20), missaggio (tracce 17-20)
- Steve Haigler – ingegneria del suono e produzione aggiuntiva (tracce 29-36)
- Scott Justynowicz – ingegneria del suono (tracce 29-36)